# Poljoprivredna nauka
Poljoprivredna nauka je široko multidisciplinarno polje biologije koje obuhvata delove kvantitativnih, prirodnih, ekonomskih i društvenih nauka, koji se koriste u praksi i razumevanju poljoprivrede. (Veterinarska nauka, ali ne i nauka o životinjama, često je isključena iz definicije.)

## Poljoprivreda, poljoprivredna nauka i agronomija
Ova tri pojma se često zbunjujuća. Međutim, oni pokrivaju različite koncepte:
- Poljoprivreda je skup aktivnosti koje transformišu životnu sredinu za proizvodnju životinja i biljaka za ljudsku upotrebu. Poljoprivreda obuhvata tehnike poput primeene agronomskih istraživanja.
- Agronomija je istraživanje i razvoj koji se odnose na proučavanje i poboljšanje biljnih kultura.[1][2][3]

Poljoprivredne nauke obuhvataju istraživanje i razvoj u oblastima:
- Uzgoj biljaka i genetika
- Patologija biljaka
- Hortikultura[6][7][8]
- Nauka o tlu[9][10]
- Entomologija[11][12]
- Proizvodne tehnike (npr. upravljanje navodnjavanjem, preporučeni unosi azota)
- Poboljšanje poljoprivredne produktivnosti u pogledu količine i kvaliteta (npr. selekcija useva otpornih na sušu, razvoj novih pesticida, tehnologija predviđanja prinosa, simulacijski modeli rasta useva, in vitro tehnike ćelijske kulture)
- Minimiziranje uticaja štetočina (korova, insekata, patogena, nematoda) na useve ili sisteme proizvodnje životinje.
- Transformacija primarnih proizvoda u krajnje potrošačke proizvode (npr. produkcija, konzerviranje i pakovanje mlečnih proizvoda)
- Prevencija i korekcija štetnih uticaja na životnu sredinu (npr. degradacija tla, upravljanje otpadom, bioremedijacija)
- Teoretska proizvodna ekologija koja se odnosi na modelovanje biljne proizvodnje
- Tradicionalni poljoprivredni sistemi, koji se ponekad nazivaju potrošačkom proizvodnjom, koji obezbeđuju hranu za većinski deo najsiromašnijih ljudi na svetu. Ovi sistemi su od interesa, jer ponekad zadržavaju nivo integracije sa prirodnim ekološkim sistemima veći od industrijske poljoprivrede, što može biti održivije od nekih modernih poljoprivrednih sistema.
- Proizvodnja hrane i potražnja na globalnoj osnovi, sa posebnom pažnjom posvećenom glavnim proizvođačima, kao što su Kina, Indija, Brazil, SAD i EU.
- Razne nauke koje se odnose na poljoprivredne resurse i životnu sredinu (npr. nauka o zemljištu, agroklimatologija); biologija poljoprivrednih kultura i životinja (npr. nauka o usevima, nauka o životinjama, i njihove podoblasti, npr. ishrana preživara, dobrobit poljoprivrednih životinja); oblasti kao što su poljoprivredna ekonomija i ruralna sociologija; različite discipline obuhvaćene poljoprivrednim inženjerstvom.

### Poljoprivredna biotehnologija
Poljoprivredna biotehnologija je specifično područje poljoprivredne nauke koje uključuje upotrebu naučnih alata i tehnika, uključujući genetički inženjering, molekularne markere, molekularnu dijagnostiku, vakcine i tkivne kulture za modifikaciju živih organizama: biljaka, životinja i mikroorganizama.

## Veštačko đubrivo
Jedan od najčešćih uzroka umanjenog prinosa je da se đubrivo ne primenjuje u dovoljnim količinama tokom prelaznog perioda, vremenskog intervala neophodnog da tlo obnovi svoje agregate i organske materije. Prinosi bivaju privremeno umanjeni jer je azot imobilisan u ostacima useva, što može potrajati od nekoliko meseci do nekoliko godina, u zavisnosti od odnosa ugljenika i azota u usevu i lokalnom okruženju.

## Istorija
U 18. veku, Johan Fridrih Majer je sproveo eksperimente u kojima je gips (hidratisani kalcijum sulfata) korišten kao đubrivo.
Godine 1843, Džon Loz i Džozef Henri Gilbert započeli su niz dugoročnih terenskih eksperimenata u Istraživačkoj stanici Rotamsted u Engleskoj, od kojih se neki još uvek sprovode, sudeći po podacima iz 2018. godine.
U Sjedinjenim Državama, naučna revolucija u poljoprivredi počela je Hačovim zakonom iz 1887, koji je koristio termin „poljoprivredna nauka”. Hačon zakon se rukovodio interesovanošću poljoprivrednika za poznavanjem sastavnih delova ranog veštačkog đubriva. Smit-Hjuzov zakon iz 1917. godine preusmerio je poljoprivredno obrazovanje nazad svoje profesionalne korene, ali naučna osnova je već bila izgrađena. Nakon 1906. godine, javni rashodi za poljoprivredna istraživanja u SAD premašili su privatne izdatke za naredne 44 godine.

## Literatura
- Agricultural Research, Livelihoods, and Poverty: Studies of Economic and Social Impacts in Six Countries Edited by Michelle Adato and Ruth Meinzen-Dick (2007), Johns Hopkins University Press Food Policy Report
- Agricultural research, livelihoods, and poverty | International Food Policy Research Institute (IFPRI)
- Claude Bourguignon, Regenerating the Soil: From Agronomy to Agrology, Other India Press, 2005
- Pimentel David, Pimentel Marcia, Computer les kilocalories, Cérès, n. 59, sept-oct. 1977
- Russell E. Walter, Soil conditions and plant growth, Longman group, London, New York 1973
- Salamini, Francesco; Özkan, Hakan; Brandolini, Andrea; Schäfer-Pregl, Ralf; Martin, William (2002). „Genetics and geography of wild cereal domestication in the near east”. Nature Reviews Genetics. 3 (6): 429—441. PMID 12042770. doi:10.1038/nrg817.
- Saltini Antonio, Storia delle scienze agrarie, 4 vols, Bologna 1984–89,  88-206-2412-5,  88-206-2413-3,  88-206-2414-1,  88-206-2415-X
- Vavilov Nicolai I. (Starr Chester K. editor), The Origin, Variation, Immunity and Breeding of Cultivated Plants. Selected Writings, in Chronica botanica, 13: 1–6, Waltham, Mass., 1949–50
- Vavilov Nicolai I., World Resources of Cereals, Leguminous Seed Crops and Flax, Academy of Sciences of Urss, National Science Foundation, Washington, Israel Program for Scientific Translations, Jerusalem 1960
- Winogradsky Serge, Microbiologie du sol. Problèmes et methodes. Cinquante ans de recherches, Masson & c.ie, Paris 1949
- Roberts, T.L. (2009). „The Role of Fertilizer in Growing the World's Food” (PDF). International Plant Nutrition Institute. Архивирано из оригинала (PDF) 26. 4. 2018. г.
- „The agricultural sciences”.
- „History of Composting - Composting for the Homeowner - University of Illinois Extension”. web.extension.illinois.edu. Архивирано из оригинала 2018-10-04. г. Приступљено 2018-04-27.
- John Armstrong, Jesse Buel. A Treatise on Agriculture, The Present Condition of the Art Abroad and at Home, and the Theory and Practice of Husbandry. To which is Added, a Dissertation on the Kitchen and Fruit Garden. 1840.
- Margaret Rossiter (1975) The Emergence of Agricultural Science, Yale University Press
- „Justus von Liebig - Biography, Facts and Pictures”. www.famousscientists.org (на језику: енглески). Приступљено 2018-04-27.
- van der Ploeg, R.R.; Bo¨hm, W.; Kirkham, M.B. (1999). „On the Origin of the Theory of Mineral Nutrition of Plants and the Law of the Minimum” (PDF).
- „Fertilizer History: The Haber-Bosch Process”. www.tfi.org (на језику: енглески). 2014-11-19. Архивирано из оригинала 01. 08. 2020. г. Приступљено 2018-04-27.
- „Haber-Bosch process | chemistry”. Encyclopedia Britannica (на језику: енглески). Приступљено 2018-04-27.
- Hillison J. (1996). The Origins of Agriscience: Or Where Did All That Scientific Agriculture Come From? Архивирано 2017-09-22 на сајту . Journal of Agricultural Education.
- Huffman WE, Evenson RE. (2006). Science for Agriculture. Blackwell Publishing.
- Online copy of William Bateson's letter to Adam Sedgwick Архивирано 2007-10-13 на сајту
- De Beuckeleer, Mariani; De Beuckeleer, Celestina; De Beuckeleer, Marc; Truettner, Jessie; Leemans, Jan; Goldberg, Robert (1990). „Induction of Male Sterility in Plants by a Chimaeric Ribonuclease Gene.”. Nature. 437.6295 (6295): 737—41. Bibcode:1990Natur.347..737M. S2CID 2755373. doi:10.1038/347737a0. hdl:2066/17394 .

## Spoljašnje veze
- Consultative Group on International Agricultural Research (CGIAR)
- Agricultural Research Service
- Indian Council of Agricultural Research
- International Institute of Tropical Agriculture
- International Livestock Research Institute
- The National Agricultural Library (NAL) Архивирано на веб-сајту  (12. јун 2010) - The most comprehensive agricultural library in the world.
- Crop Science Society of America
- American Society of Agronomy
- Soil Science Society of America
- Agricultural Science Researchers, Jobs and Discussions
- Information System for Agriculture and Food Research
- South Dakota Agricultural Laboratories
- NMSU Department of Entomology Plant Pathology and Weed Science
- UP Agriculture Архивирано на веб-сајту  (6. децембар 2020)
- Bihar Agriculture Архивирано на веб-сајту  (6. децембар 2020)